# Federació de Futbol de Zanzíbar
La Federació de Futbol de Zanzíbar, també coneguda per les sigles ZFF (en anglès: Zanzíbar Football Federation, en suahili: Shirikisho la Mpira wa Miguu Zanzibar) és l'òrgan de govern del futbol a l'estat confederat de Zanzíbar de la República Unida de Tanzània.
El futbol a Zanzíbar es remunta a l'any 1926, però la creació de Tanzània l'any 1964, amb la unió de Tanganyka i Zanzíbar, va provocar que la ZFF fos considerada per la Federació Internacional de Futbol Associació (FIFA) com una filial de la Federació de Futbol de Tanzània. Des de 2004, la ZFF és membre associat de la Confederació Africana de Futbol (CAF).
La ZFF és una de les dotze federacions integrants del Consell de les Associacions de Futbol de l'Àfrica Oriental i Central (CECAFA), una de les cinc zones geogràfiques en les quals està dividida la CAF.
El 2004, la ZFF va ser autoritzada per a competir a partir de 2005 en totes les competicions organitzades per la CAF, excepte la Copa Africana de Nacions.
El 2004, la ZFF va sol·licitar unir-se a la FIFA, però la seva candidatura va ser rebutjada. El comitè executiu de la FIFA va decidir que continuaria considerant Zanzíbar com una filial de Tanzània.
El març de 2017, la ZFF va ser admesa com a 55è membre de la CAF, que estava presidida per Issa Hayatou. La FIFA es va negar admetre Zanzíbar i, quatre mesos més tard, el successor d'Hayatou a la presidència de la CAF, el malgaix Ahmad Ahmad, va anul·lar la decisió en considerar que s'havien malinterpretat les normes, ja que els estatuts eren clars i no es podien admetre dues federacions del mateix país.
La ZFF és la responsable d'organitzar el futbol de totes les categories, incloses les de futbol femení, futbol sala i les respectives seleccions nacionals.
El 1981, la ZFF va crear la Lliga de Zanzíbar de Futbol, que és la principal competició del país i la disputen dotze equips.
El 2014, la ZFF va unir-se a la Confederació d'Associacions de Futbol Independent (ConIFA), que és una organització global sense ànim de lucre, amb seu a Luleå, Suècia, i dona suport a les associacions de futbol no afiliades a la FIFA, a representants d'equips de nacions sense estat, d'estats no reconeguts, regions oblidades i pobles minoritaris.
El maig de 2014, la selecció de futbol de Zanzíbar estava inclosa per disputar la primera Copa del Món de Futbol ConIFA que se celebrava a Suècia, però a darrera hora es va anunciar la seva retirada, ja que no va obtenir el visat per poder viatjar a Suècia.